# Bocsánczy János
Bocsánczy János (Szamosújvár, 1920. január 11. – Budapest, 1986. július 25.) bányamérnök, egyetemi tanár, dékán.

## Életpályája
Az erdélyi örmény Bocsánczy család leszármazottja. 
Bányamérnöki tanulmányait Bukaresten, Temesváron és Sopronban végezte el 1943-ban. A somsályi, a berentei és a tatabányai 15. aknánál dolgozott üzemvezető főmérnökként. 1951–1953 között a Bánya- és Energiaügyi Minisztérium titkárságának vezetésével bízták meg. 1951–1954 között az Országos Magyar Bányászati és Kohászati Egyesület főtitkára volt. 1952-től a Bányagépalkalmazási Kísérleti és Kutató Intézet igazgatója, az 1955. évi egyesítés után a Bányászati Kutató Intézet igazgató-helyettese lett. 1957-től a borsodi szénmedencében dolgozott. 1959-től az egyetemi oktatást választotta élethivatásául. Egyetemi docens volt, majd 1968–1985 között a Miskolci Nehézipari Műszaki Egyetemen a bányagéptani tanszék vezetője volt.
Az 1950-es években fordult érdeklődése a széngyaluk hazai alkalmazásának vizsgálata felé. Fontosak a kőzetek jövesztésének elméleti és gyakorlati vizsgálatával foglalkozó kutatása. Közel száz szakmai publikációja jelent meg.

## Művei
- Bányászati szállítóberendezések (Budapest, 1974)
- A mélyműveléses bányászat termelő munkagépei (Budapest, 1985)

## Díjai
- Hell-Bláthy-díj (posztumusz, 1996)[7]